# Lydia Veicht
Lydia Veicht (née en 1922 et morte le 18 septembre 2007) est une patineuse artistique allemande. Elle a été quintuple championne d'Allemagne entre 1937 et 1941.

## Biographie

### Carrière sportive
Lydia Veicht a remporté cinq titres nationaux entre 1937 et 1941. Sur le plan international, elle a participé à un championnat d'Europe (en 1938 à Saint-Moritz) et deux championnats du monde (en 1938 à Stockholm et en 1939 à Prague).

### Reconversion
Après la guerre, elle travaille comme actrice dans des films allemands La Fiancée de la Forêt-Noire en 1950 et Der Bunte Traum en 1952.

## Palmarès
| Compétitions                                                       | 1937 | 1938 | 1939 | 1940 | 1941 |
| Jeux olympiques                                                    |      |      |      | JA   |      |
| Championnats du monde                                              |      | 5e   | 4e   | CA   | CA   |
| Championnats d'Europe                                              |      | 5e   |      | CA   | CA   |
| Championnats d'Allemagne                                           | 1re  | 1re  | 1re  | 1re  | 1re  |
| Légende : JA = Jeux olympiques annulés ; CA = Championnats annulés |      |      |      |      |      |